# Cambon-et-Salvergues
Pour les articles homonymes, voir Cambon.
Cambon-et-Salvergues [kɑ̃.bɔ̃ e sal.vɛʁ.ɡə] est une commune française située dans le département de l'Hérault, en région Occitanie. Située au cœur du parc naturel régional du Haut-Languedoc, la commune a la particularité d'avoir le point culminant du département de l'Hérault (1 152 m) au sommet de l'Espinouse.

## Géographie

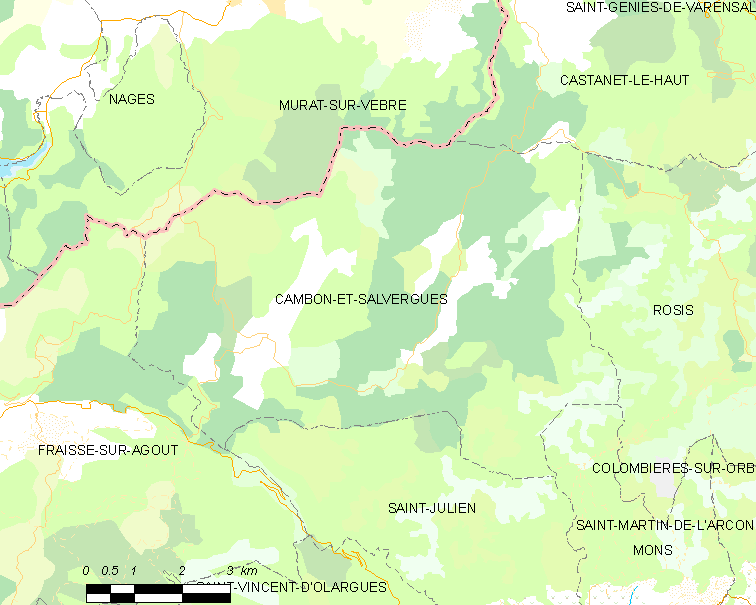
Carte du territoire communal.

### Localisation
La commune est limitrophe du département du Tarn. Elle se trouve dans le périmètre du parc naturel régional du Haut-Languedoc.
Cambon-et-Salvergues est une commune rurale qui compte 51 habitants en 2022, après avoir connu un pic de population de 615 habitants en 1872.  Ses habitants sont appelés les Cambonais ou  Cambonaises.

### Communes limitrophes
|                   | Murat-sur-Vèbre (Tarn) | Castanet-le-Haut |
| Fraisse-sur-Agout | Cambon-et-Salvergues   | Rosis            |
|                   | Saint-Julien           | Mons             |

### Lieux-dits et écarts

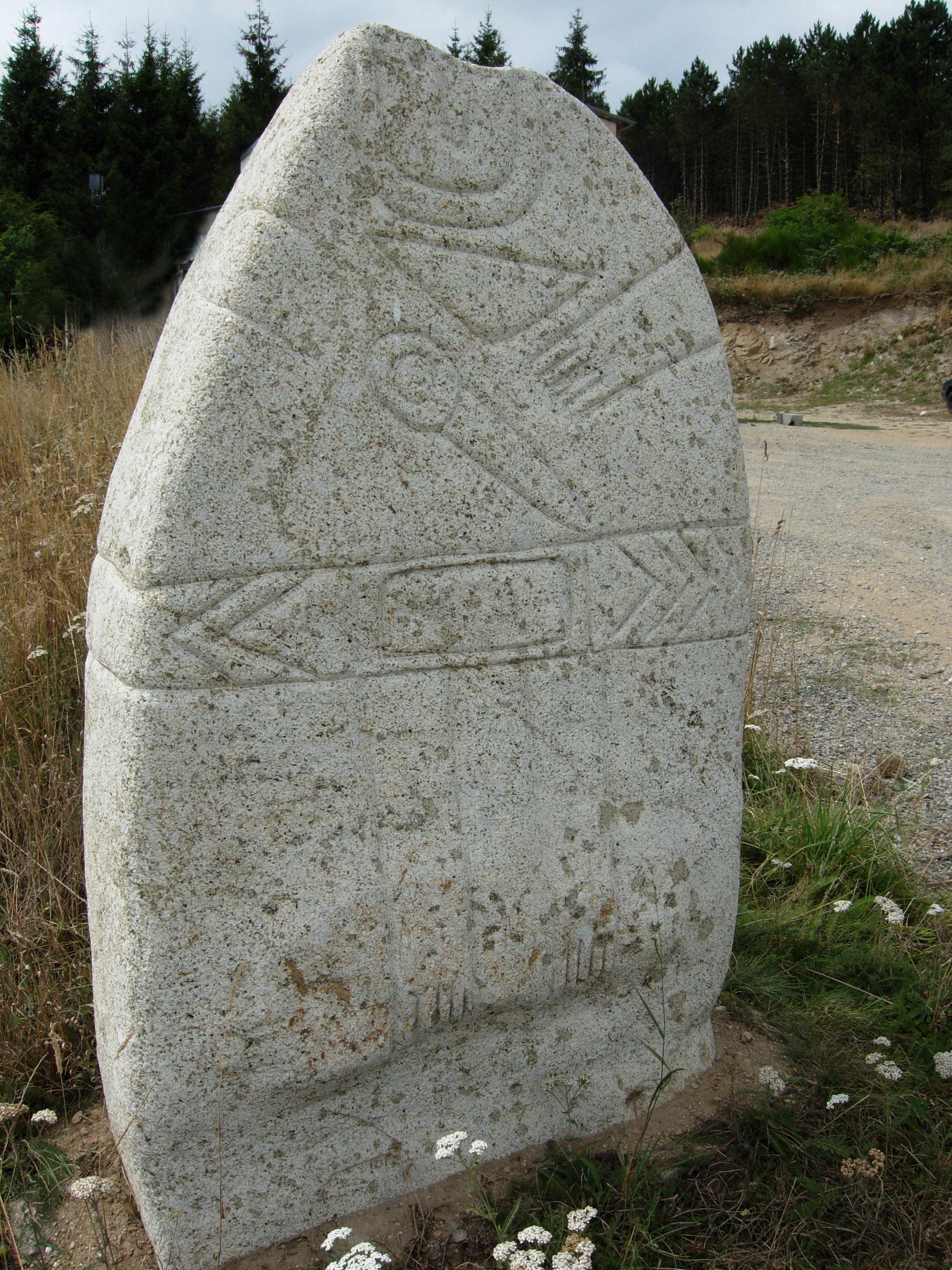
Statue-menhir de Salverguettes.

masatges en occitan.
- Agoudet ;
- Amaisses (les) ;
- Calmette (la) ;
- Cambon ;
- Chavardès ;
- Combecrose ;
- Contournet ;
- Cournil ;
- Courtial (le) ;
- Crouzet (le) ;
- Espinasse (l') ;
- Fabentous ;
- Fajo (le) ;
- Farriere (la) ;
- Font Coucut ;
- Fontenelles (les) ;
- Fontgarrigues ;
- Fourmendouire ;
- Gorge (la) ;
- Gourgas ;
- Mas (le) ;
- Mathe (la) ;
- Payssiere (la) ;
- Peyroutarié (la) ;
- Planésié (la) ;
- Pont d'Agout ;
- Pouget (le) ;
- Prat Long ;
- Pratenjalié ;
- Rieufalgous ;
- Rieugrand ;
- Rieutord ;
- Rivieyrals ;
- Roy ;
- Salvergues ;
- Salverguettes ;
- Sénégas ;
- Taillades (les) ;
- Thégot (le) ;
- Ticailles ;
- Vergne (la).

### Géologie et relief
La commune est située sur les monts de l'Espinouse.

### Hydrographie
Elle est arrosée par l'Agout.

### Climat
Pour des articles plus généraux, voir Climat de l'Occitanie et Climat de l'Hérault.
En 2010, le climat de la commune est de type climat des marges montargnardes, selon une étude s'appuyant sur une série de données couvrant la période 1971-2000. En 2020, Météo-France publie une typologie des climats de la France métropolitaine dans laquelle la commune est exposée à un climat méditerranéen et est dans la région climatique  Provence, Languedoc-Roussillon, caractérisée par une pluviométrie faible en été, un très bon ensoleillement (2 600 h/an), un été chaud (21,5 °C), un air très sec en été, sec en toutes saisons, des vents forts (fréquence de 40 à 50 % de vents > 5 m/s) et peu de brouillards.
Pour la période 1971-2000, la température annuelle moyenne est de 8,7 °C, avec une amplitude thermique annuelle de 14,5 °C. Le cumul annuel moyen de précipitations est de 1 678 mm, avec 12,6 jours de précipitations en janvier et 5,3 jours en juillet. Pour la période 1991-2020, la température moyenne annuelle observée sur la station météorologique installée sur la commune est de 9,7 °C et le cumul annuel moyen de précipitations est de 1 580,8 mm,. Pour l'avenir, les paramètres climatiques de la commune estimés pour 2050 selon différents scénarios d'émission de gaz à effet de serre sont consultables sur un site dédié publié par Météo-France en novembre 2022.
| Mois                                  | jan.           | fév.           | mars           | avril         | mai           | juin          | jui.         | août          | sep.        | oct.          | nov.             | déc.           | année      |
| ------------------------------------- | -------------- | -------------- | -------------- | ------------- | ------------- | ------------- | ------------ | ------------- | ----------- | ------------- | ---------------- | -------------- | ---------- |
| Température minimale moyenne (°C)     | −0,5           | −0,8           | 1,4            | 3,7           | 6,9           | 10,5          | 11,9         | 11,9          | 8,8         | 6,9           | 2,7              | 0,3            | 5,3        |
| Température moyenne (°C)              | 2,6            | 2,8            | 5,5            | 8,1           | 11,7          | 15,9          | 17,7         | 17,8          | 14,1        | 10,9          | 6                | 3,7            | 9,7        |
| Température maximale moyenne (°C)     | 5,8            | 6,3            | 9,7            | 12,5          | 16,4          | 21,3          | 23,6         | 23,7          | 19,4        | 14,9          | 9,3              | 7              | 14,2       |
| Record de froid (°C) date du record   | −13,2 30.01.04 | −15,1 05.02.12 | −16,5 01.03.05 | −7 04.04.22   | −3 07.05.19   | −1,1 04.06.01 | 3,3 17.07.00 | 4 27.08.12    | −1 18.09.22 | −6,1 25.10.03 | −12,2 22.11.1998 | −13,3 18.12.10 | −16,5 2005 |
| Record de chaleur (°C) date du record | 18 26.01.16    | 22 27.02.19    | 22,4 23.03.01  | 25,6 09.04.11 | 29,2 29.05.01 | 34,1 21.06.03 | 34 17.07.22  | 37,4 23.08.23 | 30 14.09.20 | 27,2 10.10.23 | 22 02.11.20      | 21 31.12.21    | 37,4 2023  |
| Précipitations (mm)                   | 150,4          | 124,4          | 129,9          | 146,8         | 126,6         | 69,9          | 44,5         | 59,1          | 131,1       | 230,9         | 192,3            | 174,9          | 1 580,8    |

### Milieux naturels et biodiversité

#### Espaces protégés
La protection réglementaire est le mode d’intervention le plus fort pour préserver des espaces naturels remarquables et leur biodiversité associée,.
Quatre espaces protégés sont présents sur la commune : 
- « la Peyroutarié, le Fourcat d'Héric et le Mascar », objet d'un arrêté de protection de biotope, d'une superficie de 323,2 ha[10] ;
- le parc naturel régional du Haut-Languedoc, créé en 1973 et d'une superficie de 307 184 ha, qui s'étend sur 118 communes et deux départements[11]. Implanté de part et d’autre de la ligne de partage des eaux entre Océan Atlantique et mer Méditerranée, ce territoire est un véritable balcon dominant les plaines viticoles du Languedoc et les étendues céréalières du Lauragais[12],[13] ;
- l'« Espinouse », une réserve biologique dirigée, d'une superficie de 185,8 ha[14] ;
- Le Caroux-Espinouse, une réserve nationale de chasse et de faune sauvage d'une superficie de 1 693,9 ha[15].

#### Réseau Natura 2000

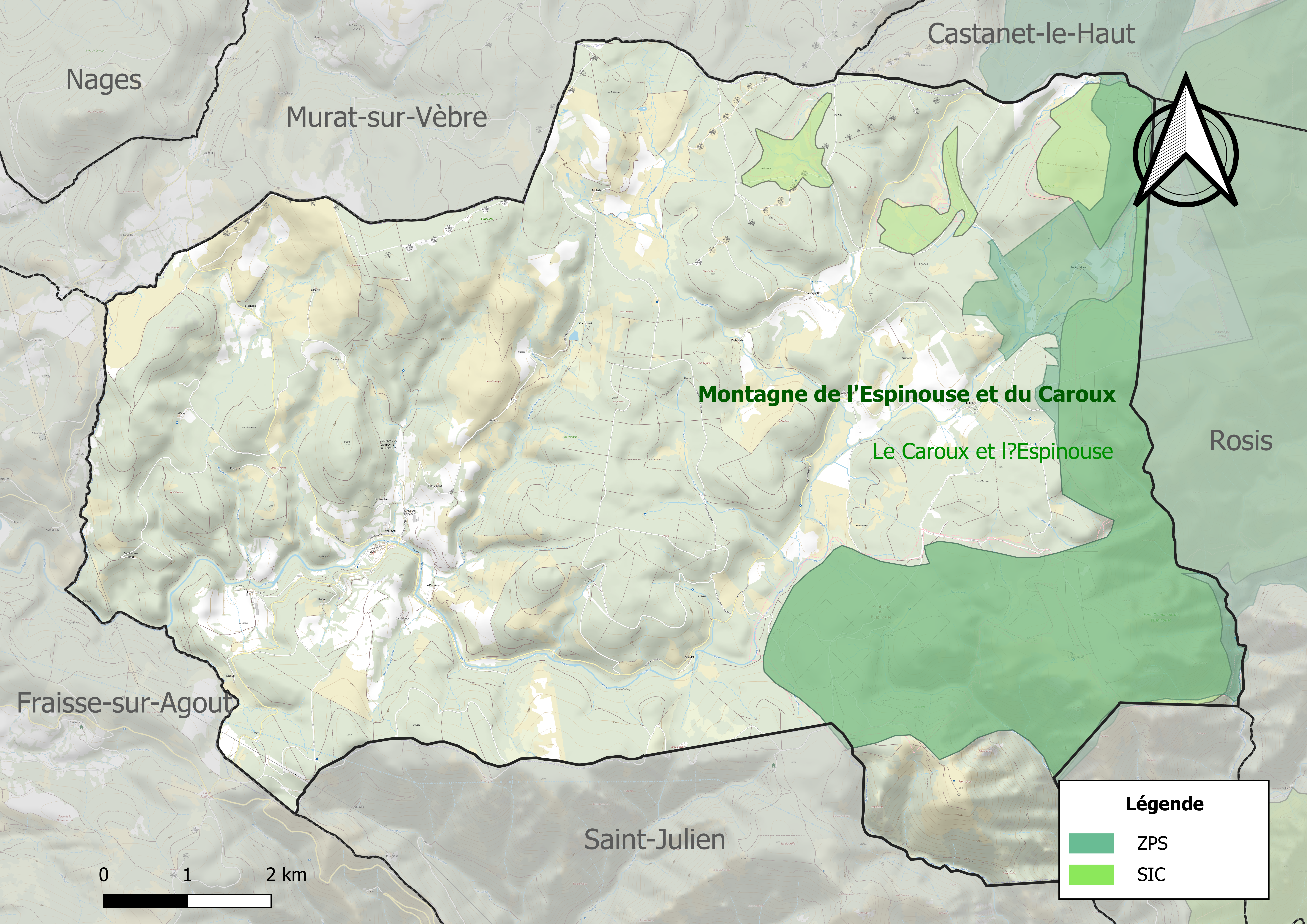
Site Natura 2000 sur le territoire communal.

Le réseau Natura 2000 est un réseau écologique européen de sites naturels d'intérêt écologique élaboré à partir des directives habitats et oiseaux, constitué de zones spéciales de conservation (ZSC) et de zones de protection spéciale (ZPS).
Un site Natura 2000 a été défini sur la commune au titre de la directive habitats :
- « le Caroux et l'Espinouse », d'une superficie de 2 316 ha, un site remarquable par sa position intermédiaire entre les domaines atlantique, continental et méditerranéen. Il accueille les tourbières les plus méridionales du Massif central[18]

et un au titre de la directive oiseaux : 
- la « montagne de l'Espinouse et du Caroux », d'une superficie de 3 392 ha, connue pour la diversité des formations végétales et pour sa grande faune, en particulier le mouflon introduit avec succès il y a plusieurs décennies, son intérêt ornithologique est moins connu[19].

#### Zones naturelles d'intérêt écologique, faunistique et floristique
L’inventaire des zones naturelles d'intérêt écologique, faunistique et floristique (ZNIEFF) a pour objectif de réaliser une couverture des zones les plus intéressantes sur le plan écologique, essentiellement dans la perspective d’améliorer la connaissance du patrimoine naturel national et de fournir aux différents décideurs un outil d’aide à la prise en compte de l’environnement dans l’aménagement du territoire.
Six ZNIEFF de type 1 sont recensées sur la commune :
- les « gorges d'Héric » (1 587 ha), couvrant 3 communes du département[21] ;
- la « tourbière de Vieillemorte » (41 ha)[22] ;
- les « tourbières de la Planésié » (38 ha)[23] ;
- les « tourbières de Pratenjalié » (46 ha)[24] ;
- les « tourbières de Salverguettes » (14 ha)[25] ;
- la « Troubière de la Gorge » (39 ha)[26] ;

et une ZNIEFF de type 2, : 
le « massif de l'Espinouse » (20 035 ha), couvrant 19 communes du département.

Carte des ZNIEFF de type 1 et 2 à Cambon-et-Salvergues.
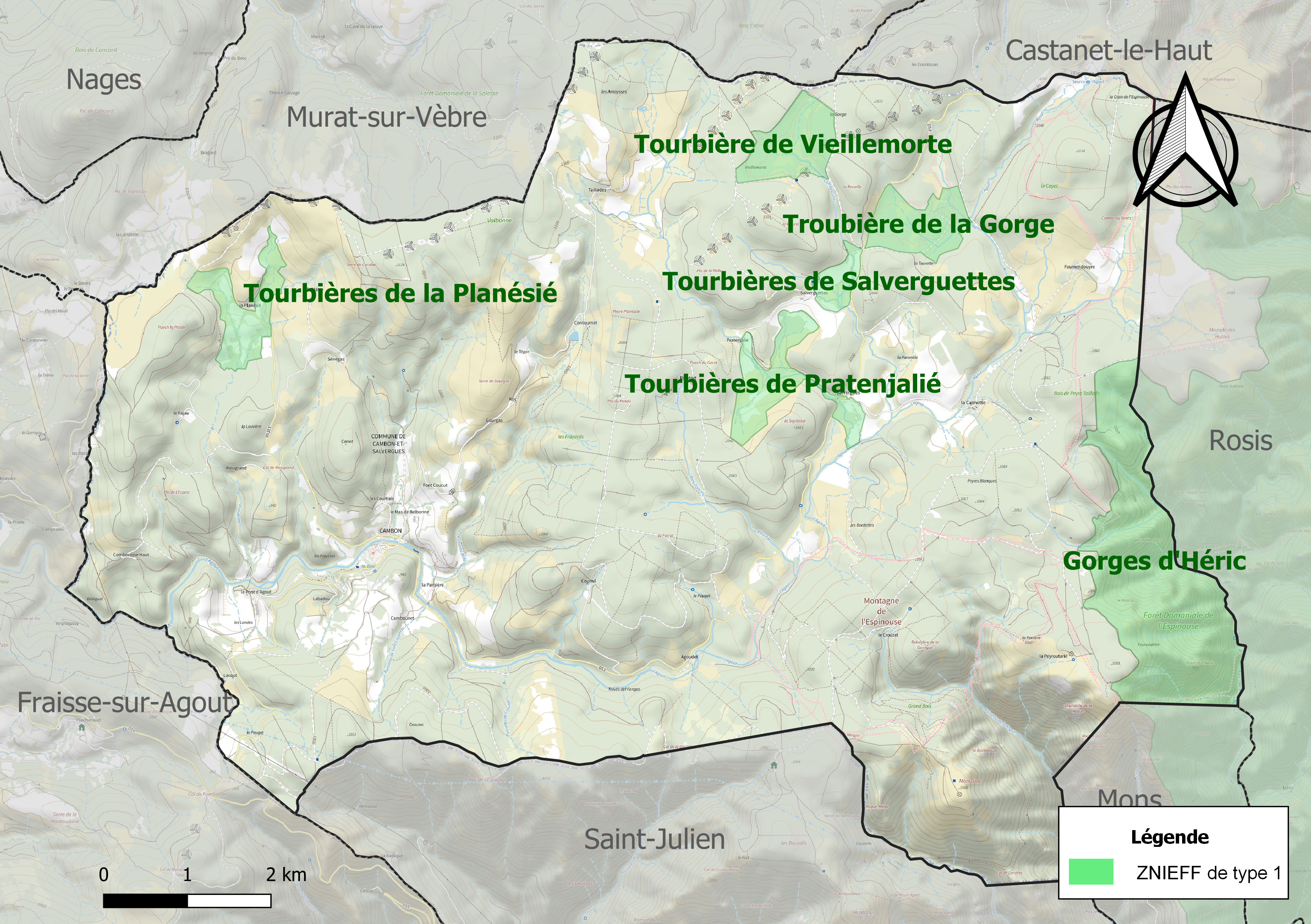
Carte des ZNIEFF de type 1 sur la commune.
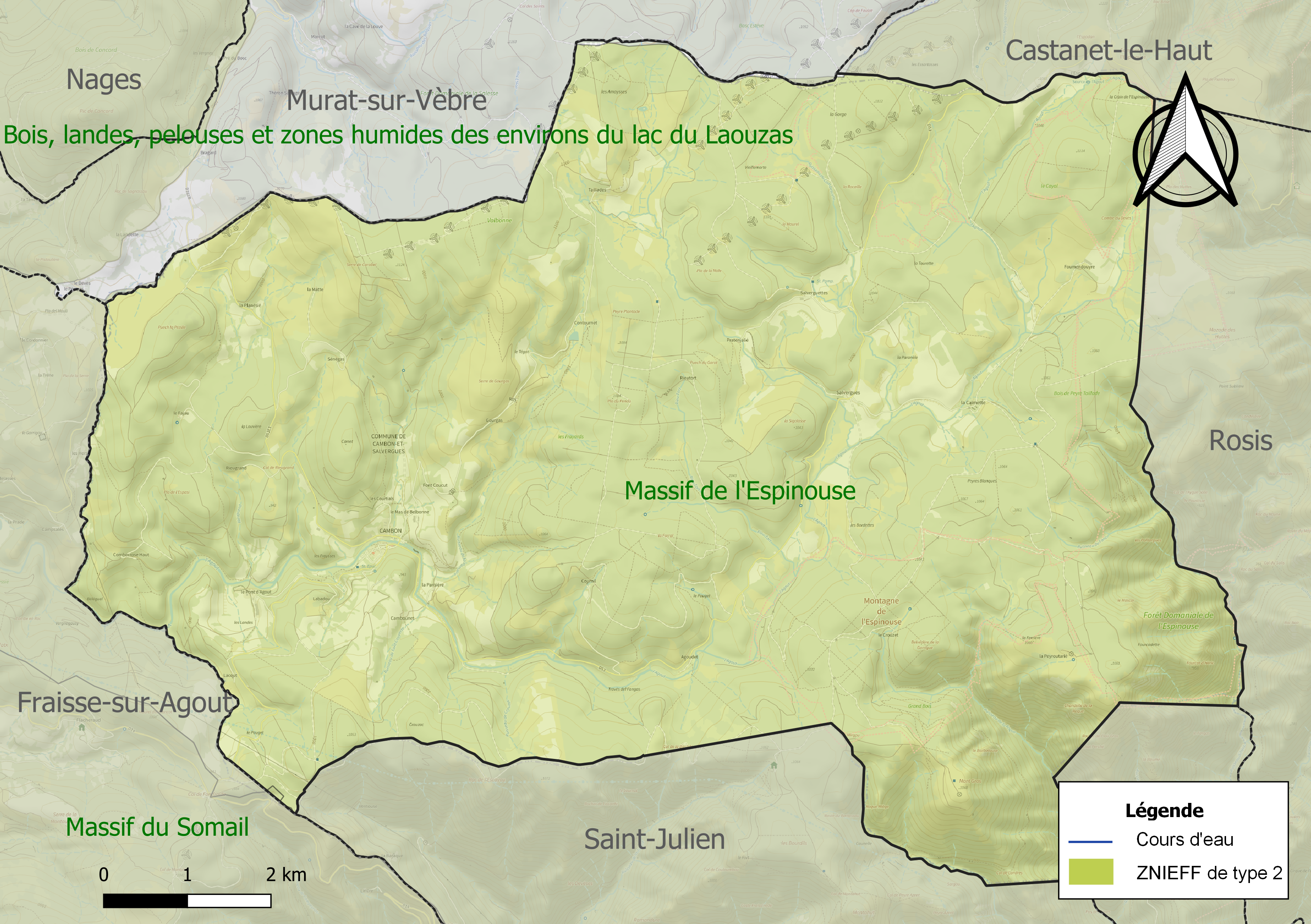
Carte de la ZNIEFF de type 2 sur la commune.

## Urbanisme

### Typologie
Au 1er janvier 2024, Cambon-et-Salvergues est catégorisée commune rurale à habitat très dispersé, selon la nouvelle grille communale de densité à sept niveaux définie par l'Insee en 2022.
Elle est située hors unité urbaine et hors attraction des villes,.

### Occupation des sols
L'occupation des sols de la commune, telle qu'elle ressort de la base de données européenne d’occupation biophysique des sols Corine Land Cover (CLC), est marquée par l'importance des forêts et milieux semi-naturels (86,9 % en 2018), une proportion sensiblement équivalente à celle de 1990 (87,2 %). La répartition détaillée en 2018 est la suivante : 
forêts (71,8 %), milieux à végétation arbustive et/ou herbacée (12,1 %), prairies (11,2 %), espaces ouverts, sans ou avec peu de végétation (3 %), zones agricoles hétérogènes (1,9 %). L'évolution de l’occupation des sols de la commune et de ses infrastructures peut être observée sur les différentes représentations cartographiques du territoire : la carte de Cassini (XVIIIe siècle), la carte d'état-major (1820-1866) et les cartes ou photos aériennes de l'IGN pour la période actuelle (1950 à aujourd'hui).

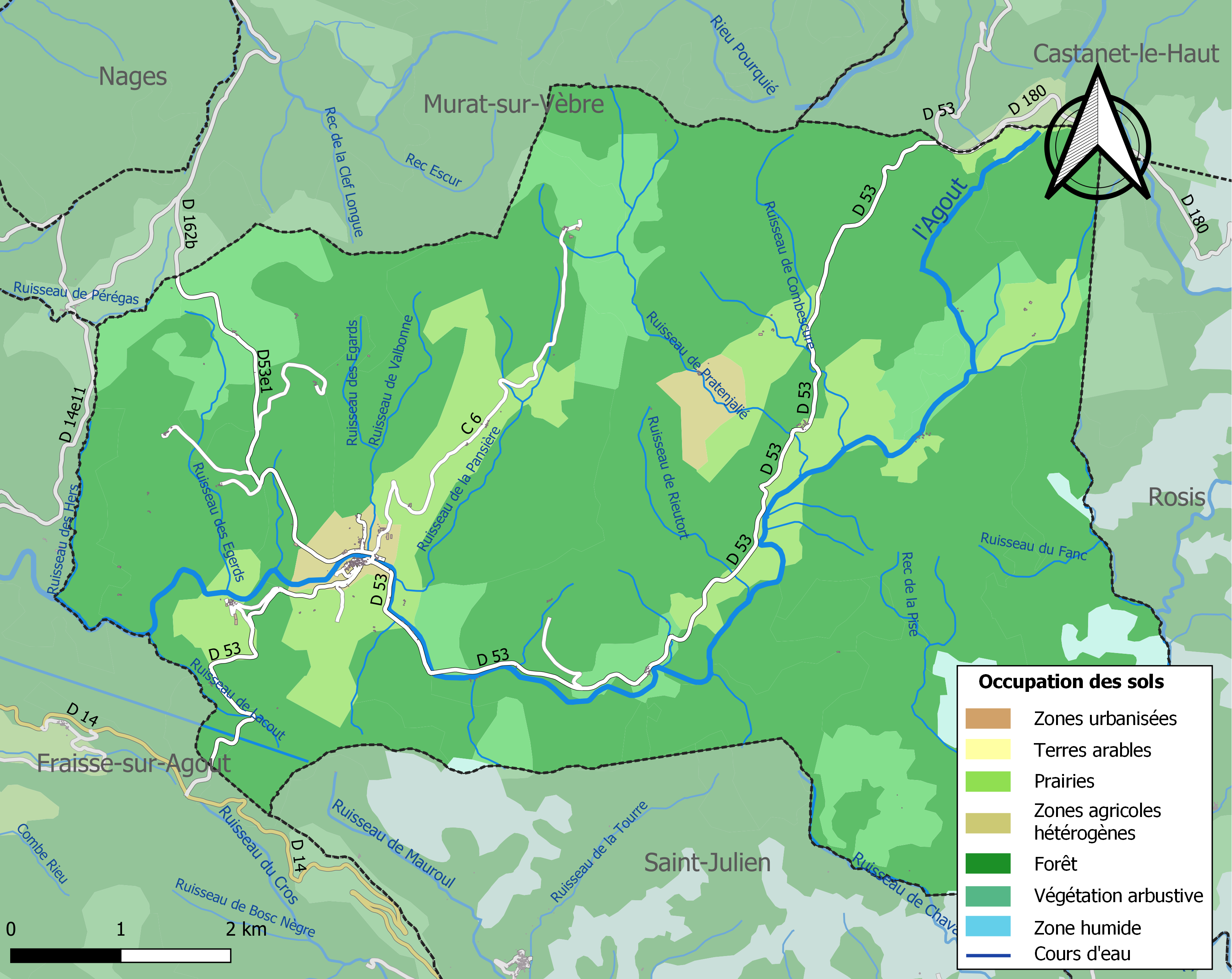
Carte des infrastructures et de l'occupation des sols de la commune en 2018 (CLC).

### Risques majeurs
Le territoire de la commune de Cambon-et-Salvergues est vulnérable à différents aléas naturels : météorologiques (tempête, orage, neige, grand froid, canicule ou sécheresse) et séisme (sismicité très faible). Il est également exposé à un risque particulier : le risque de radon. Un site publié par le BRGM permet d'évaluer simplement et rapidement les risques d'un bien localisé soit par son adresse soit par le numéro de sa parcelle.

#### Risques naturels
Cambon-et-Salvergues est exposée au risque de feu de forêt du fait de la présence sur son territoire. Un plan départemental de protection des forêts contre les incendies (PDPFCI) a été approuvé en juin 2013 et court jusqu'en 2022, où il doit être renouvelé. Les mesures individuelles de prévention contre les incendies sont précisées par deux arrêtés préfectoraux et s’appliquent dans les zones exposées aux incendies de forêt et à moins de 200 mètres de celles-ci. L’arrêté du 25 avril 2002 réglemente l'emploi du feu en interdisant notamment d’apporter du feu, de fumer et de jeter des mégots de cigarette dans les espaces sensibles et sur les voies qui les traversent sous peine de sanctions. L'arrêté du 11 mars 2013 rend le débroussaillement obligatoire, incombant au propriétaire ou ayant droit,.

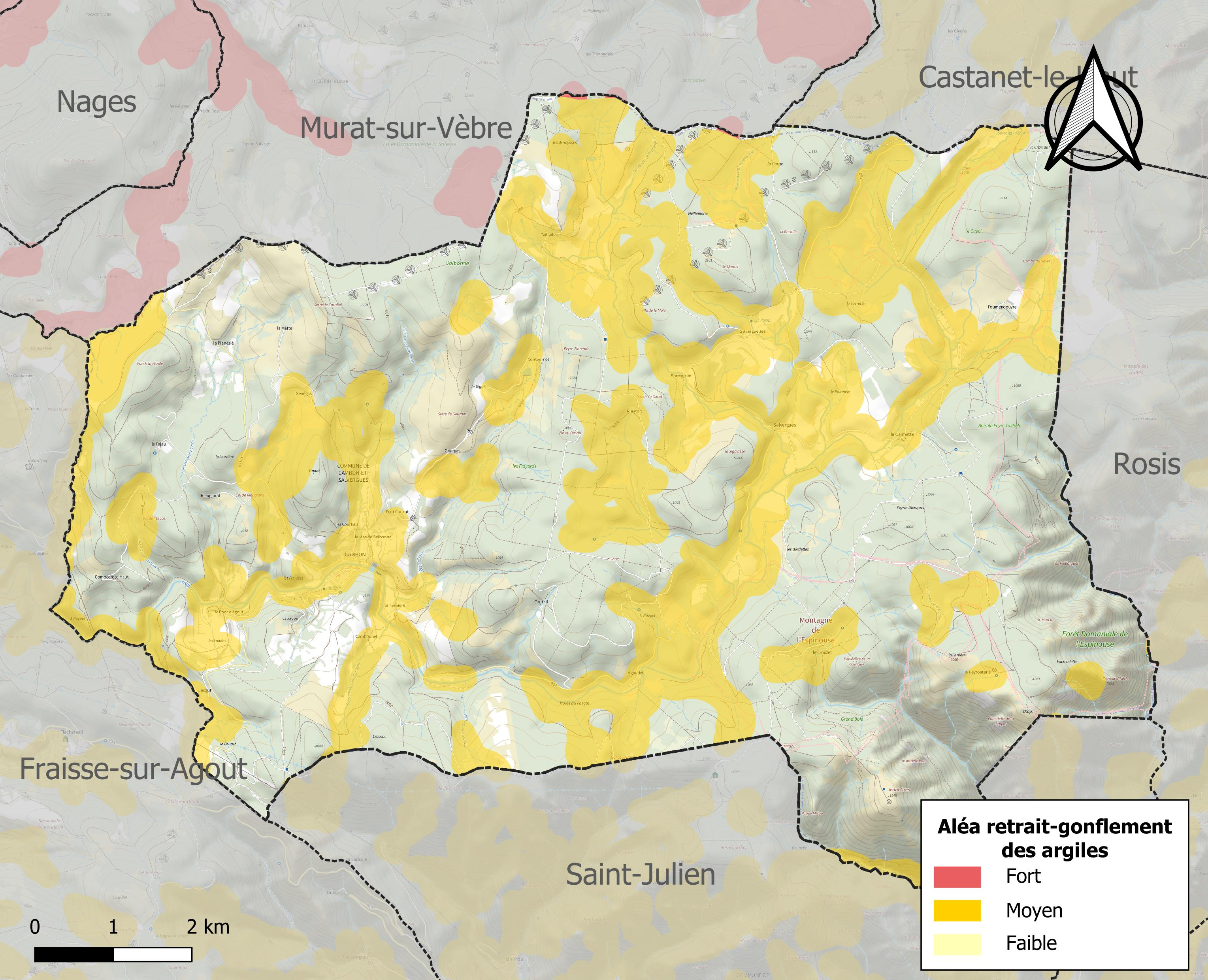
Carte des zones d'aléa retrait-gonflement des sols argileux de Cambon-et-Salvergues.

Le retrait-gonflement des sols argileux est susceptible d'engendrer des dommages importants aux bâtiments en cas d’alternance de périodes de sécheresse et de pluie. 36,9 % de la superficie communale est en aléa moyen ou fort (59,3 % au niveau départemental et 48,5 % au niveau national). Sur les 132 bâtiments dénombrés sur la commune en 2019, 111 sont en aléa moyen ou fort, soit 84 %, à comparer aux 85 % au niveau départemental et 54 % au niveau national. Une cartographie de l'exposition du territoire national au retrait gonflement des sols argileux est disponible sur le site du BRGM,.
Par ailleurs, afin de mieux appréhender le risque d’affaissement de terrain, l'inventaire national des cavités souterraines permet de localiser celles situées sur la commune.
La commune a été reconnue en état de catastrophe naturelle au titre des dommages causés par les inondations et coulées de boue survenues en 1982, 1995, 1997, 2006 et 2014. 

#### Risque particulier
Dans plusieurs parties du territoire national, le radon, accumulé dans certains logements ou autres locaux, peut constituer une source significative d’exposition de la population aux rayonnements ionisants. Certaines communes du département sont concernées par le risque radon à un niveau plus ou moins élevé. Selon la classification de 2018, la commune de Cambon-et-Salvergues est classée en zone 3, à savoir zone à potentiel radon significatif.

## Toponymie
L'appellation de la commune est composée de deux noms.
« Cambon » a le sens de coude, méandre, remonte probablement à l'époque gauloise. On trouve : S. Petri de Cambonis vers 1182 (aujourd'hui Saint-Pierre de l'Espinouse), mansis de Cambon vers 1500, Cambon en 1604,.
« Salvergues » provient du nom de famille latin Salvius suivi du suffixe -anicis, { référence à un domaine gallo-romain. Le nom de la commune est mentionné « Salberguettes » en 1378 et 1655, « Saubergues » en 1680, « Salbergues » et « Salbreguetes » en 1770.
Le nom occitan est Cambon e Salvèrgas [kan.'bu e sal.'βɛr.ɣo̞s].

## Histoire

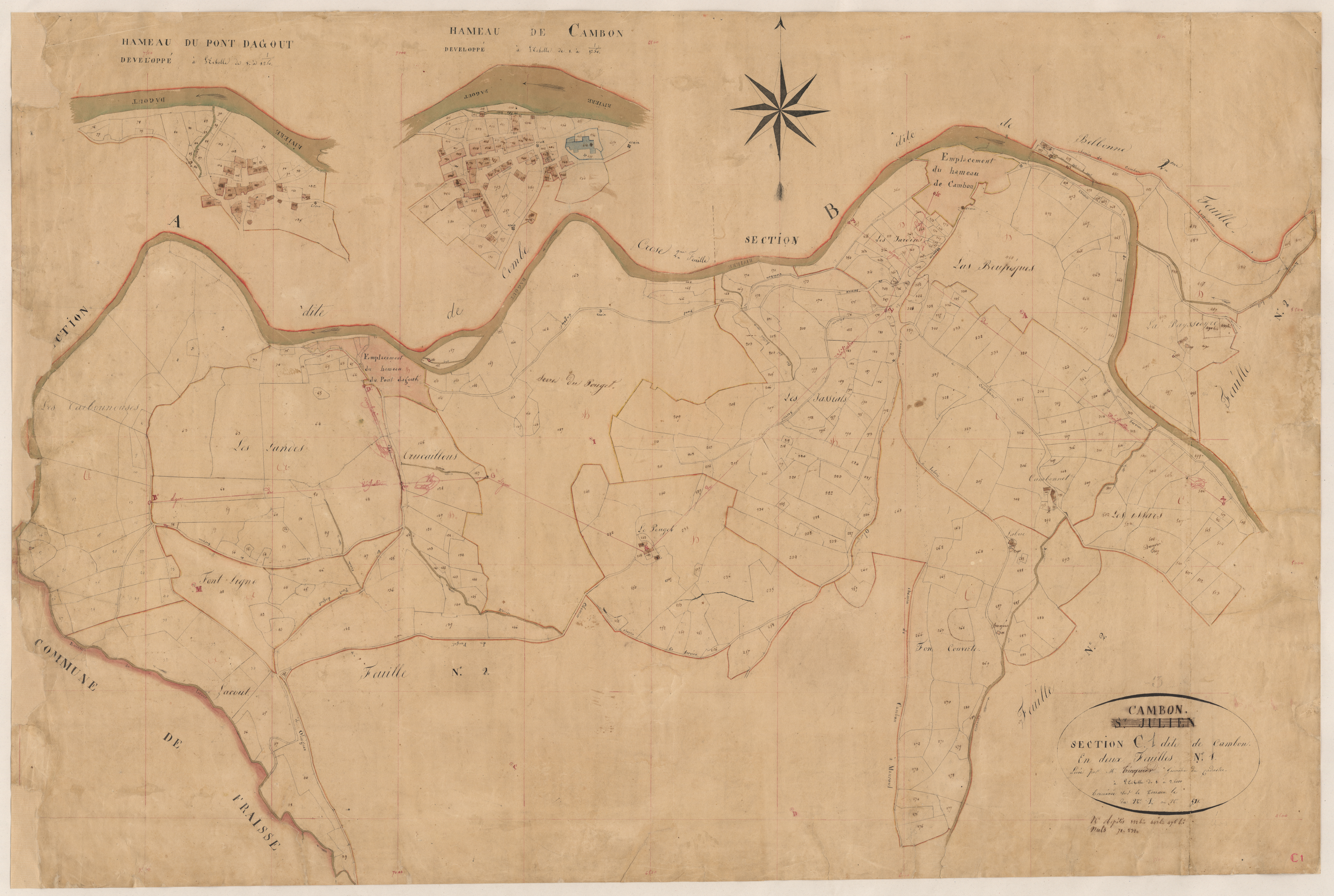
Plan cadastral napoléonien (1832).

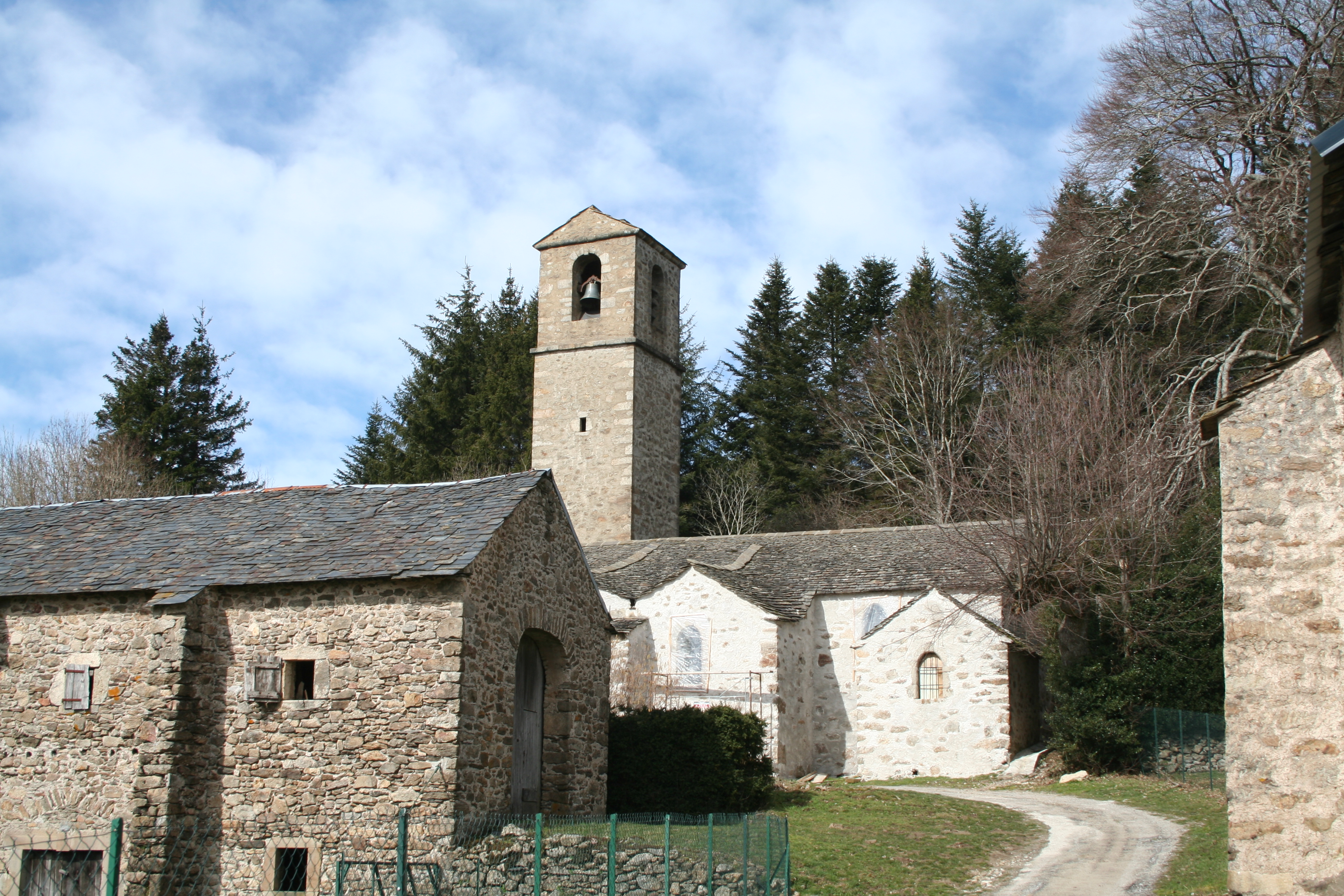
Salvergues.

La commune a été créée le 13 février 1869 (B.L. 1869, XXXIII-238) à partir de sections distraites des communes de Saint-Julien (Cambon, Combecroze et Valbonne) et de Mons (Salvergues, la Gorge, La Calmette, le Crouzet et le Bardou).
Le Bardou est à nouveau aujourd'hui sur le territoire de Mons.
Sous l'Ancien Régime, la commune appartenait au diocèse de Saint-Pons-de-Thomières. La paroisse de Saint-Pierre-et-Saint-Paul à Cambon était une annexe de la paroisse de Saint-Jean-Baptiste de Fraisse-sur-Agout. La paroisse de Saint-Pierre-de-l'Espinouse a été fermée à la Révolution. Les hameaux de Salvergues et Salverguettes dépendaient officiellement de la paroisse de Saint-Étienne à Murat-sur-Vèbre, mais ses habitants suivaient plutôt les offices de Saint-Pierre-de-l'Espinouse. Une église a été construite à Salvergues vers 1860 pour remplacer l'église en ruine de Saint-Pierre-de-l'Espinouse.

## Politique et administration
| Période   | Période   | Identité                | Étiquette | Qualité   |
| --------- | --------- | ----------------------- | --------- | --------- |
| 1869      | 1892      | Pierre Théron           |           |           |
| 1892      | 1908      | Jean Baccou             |           |           |
| 1908      | 1944      | César Vidal             |           |           |
| 1944      | 1945      | Zéphirin Gairaud        |           |           |
| 1945      | 1947      | René Vidal              |           |           |
| 1947      | 1989      | Joseph Crouzet          |           |           |
| 1989      | 1995      | Félix-Charles Estournet |           |           |
| 1995      | mars 2001 | Michel Meynier          |           |           |
| mars 2001 | En cours  | Marie Casares           | DVD       | Retraitée |

## Démographie
L'évolution du nombre d'habitants est connue à travers les recensements de la population effectués dans la commune depuis 1872. Pour les communes de moins de 10 000 habitants, une enquête de recensement portant sur toute la population est réalisée tous les cinq ans, les populations de référence des années intermédiaires étant quant à elles estimées par interpolation ou extrapolation. Pour la commune, le premier recensement exhaustif entrant dans le cadre du nouveau dispositif a été réalisé en 2004.

En 2022, la commune comptait 51 habitants, en évolution de +6,25 % par rapport à 2016 (Hérault : +7,49 %, France hors Mayotte : +2,11 %).
| 1872 | 1876 | 1881 | 1886 | 1891 | 1896 | 1901 | 1906 | 1911 |
| ---- | ---- | ---- | ---- | ---- | ---- | ---- | ---- | ---- |
| 615  | 601  | 584  | 563  | 547  | 479  | 431  | 433  | 405  |

| 1921 | 1926 | 1931 | 1936 | 1946 | 1954 | 1962 | 1968 | 1975 |
| ---- | ---- | ---- | ---- | ---- | ---- | ---- | ---- | ---- |
| 267  | 245  | 217  | 219  | 169  | 148  | 135  | 120  | 94   |

| 1982 | 1990 | 1999 | 2004 | 2006 | 2009 | 2014 | 2019 | 2022 |
| ---- | ---- | ---- | ---- | ---- | ---- | ---- | ---- | ---- |
| 77   | 69   | 74   | 94   | 97   | 60   | 52   | 49   | 51   |

## Économie

### Emploi
|                | 2008   | 2013   | 2018   |
| -------------- | ------ | ------ | ------ |
| Commune        | 7,1 %  | 6,7 %  | 14,8 % |
| Département    | 10,1 % | 11,9 % | 12 %   |
| France entière | 8,3 %  | 10 %   | 10 %   |

En 2018, la population âgée de 15 à 64 ans s'élève à 27 personnes, parmi lesquelles on compte 59,3 % d'actifs (44,4 % ayant un emploi et 14,8 % de chômeurs) et 40,7 % d'inactifs,. En  2018, le taux de chômage communal (au sens du recensement) des 15-64 ans est supérieur à celui du département et de la France, alors qu'en 2008 la situation était inverse.
La commune est hors attraction des villes,. Elle compte 19 emplois en 2018, contre 18 en 2013 et 19 en 2008. Le nombre d'actifs ayant un emploi résidant dans la commune est de 12, soit un indicateur de concentration d'emploi de 156,4 % et un taux d'activité parmi les 15 ans ou plus de 34 %.
Sur ces 12 actifs de 15 ans ou plus ayant un emploi, 11 travaillent dans la commune, soit 92 % des habitants. Pour se rendre au travail, 25 % des habitants utilisent un véhicule personnel ou de fonction à quatre roues, 41,7 % s'y rendent en deux-roues, à vélo ou à pied et 33,3 % n'ont pas besoin de transport (travail au domicile).

### Activités hors agriculture
15 établissements sont implantés  à Cambon-et-Salvergues au 31 décembre 2019.
Le secteur de l'industrie manufacturière, des industries extractives et autres est prépondérant sur la commune puisqu'il représente 46,7 % du nombre total d'établissements de la commune (7 sur les 15 entreprises implantées  à Cambon-et-Salvergues), contre 6,7 % au niveau départemental.

### Agriculture
|               | 1988 | 2000 | 2010 | 2020 |
| ------------- | ---- | ---- | ---- | ---- |
| Exploitations | 10   | 7    | 3    | 3    |
| SAU (ha)      | 543  | 532  | 433  | 422  |

La commune est dans les « Plateaux du Sommail et de l'Espinouze », une petite région agricole occupant une frange nord-ouest du département de l'Hérault. En 2020, l'orientation technico-économique de l'agriculture  sur la commune est l'élevage d'ovins ou de caprins. Trois exploitations agricoles ayant leur siège dans la commune sont dénombrées lors du recensement agricole de 2020 (dix en 1988). La superficie agricole utilisée est de 422 ha,,.

## Culture locale et patrimoine

### Lieux et monuments
- Statues-menhirs de Foumendouïre et de Salverguettes  ;
- Église Saint-Pierre-et-Saint-Paul de Cambon ;
- Église Notre-Dame-de-l'Espinouze de Salvergues ;
- Vestiges de l'église de Saint-Pierre de l'Espinouse ;
- Chapelle Saint-Martin-du-Froid (pèlerinage le 6 août).

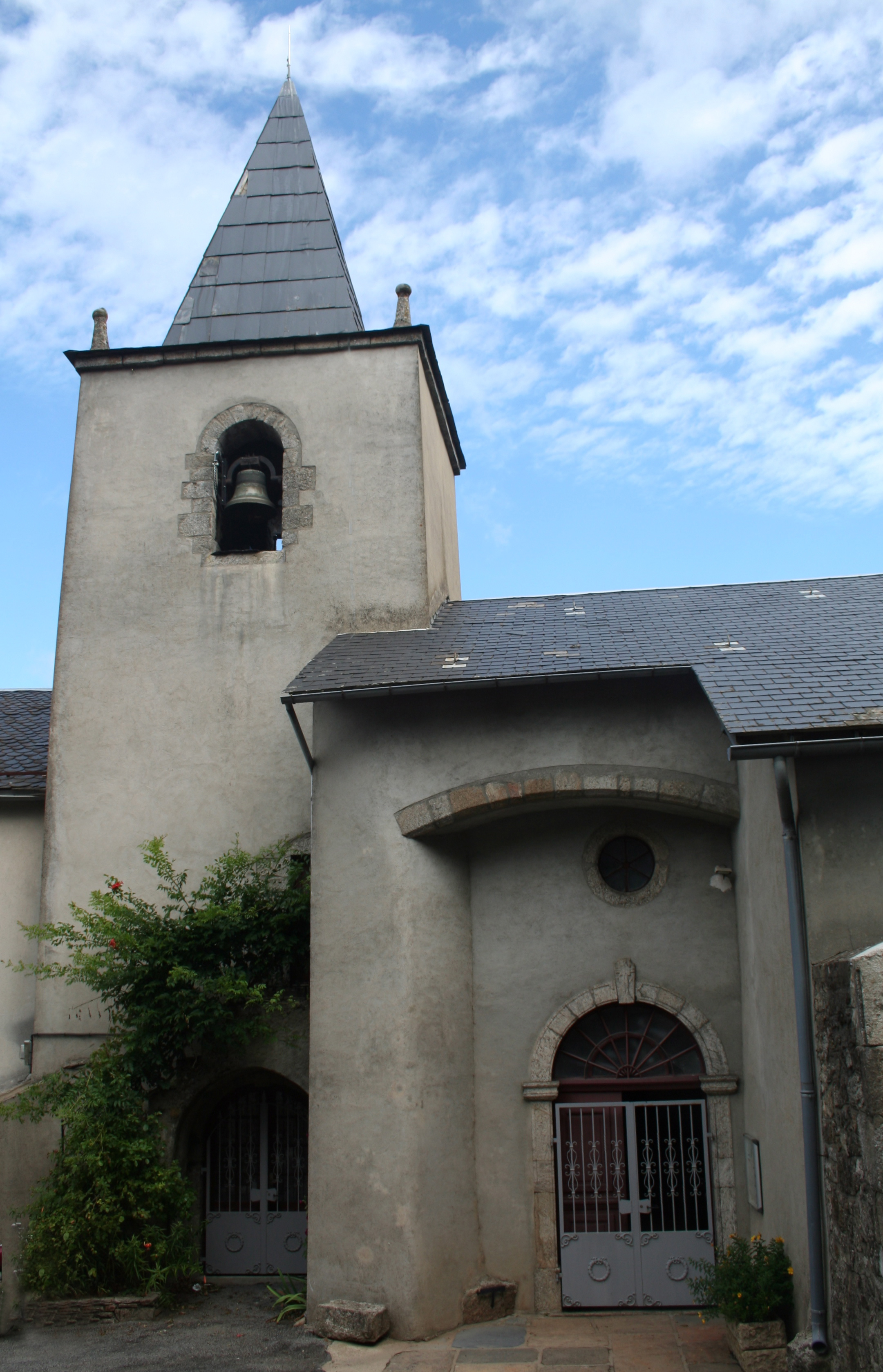
Église Saint-Pierre-et-Saint-Paul de Cambon.
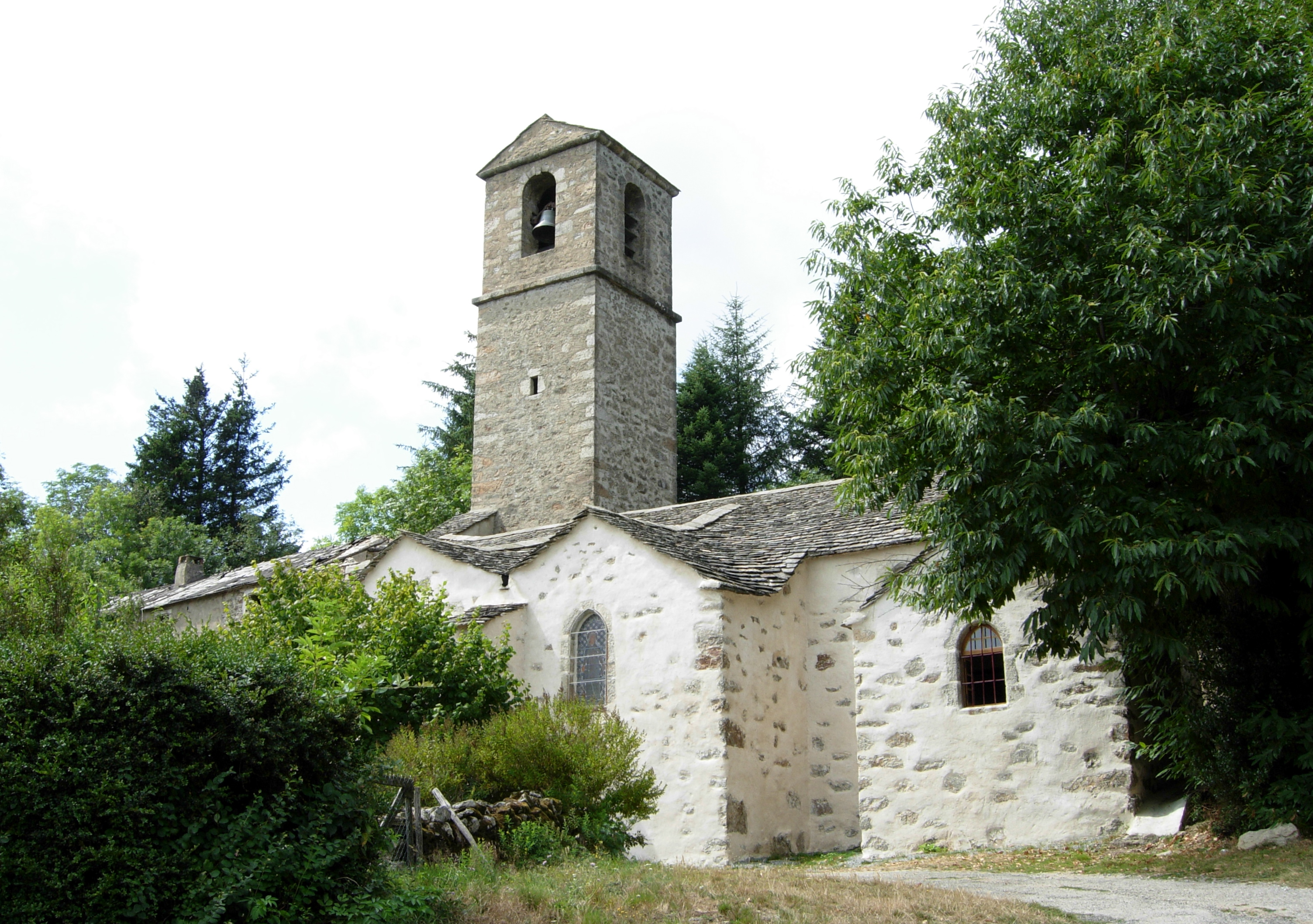
Église Notre-Dame-de-l'Espinouze de Salvergues.
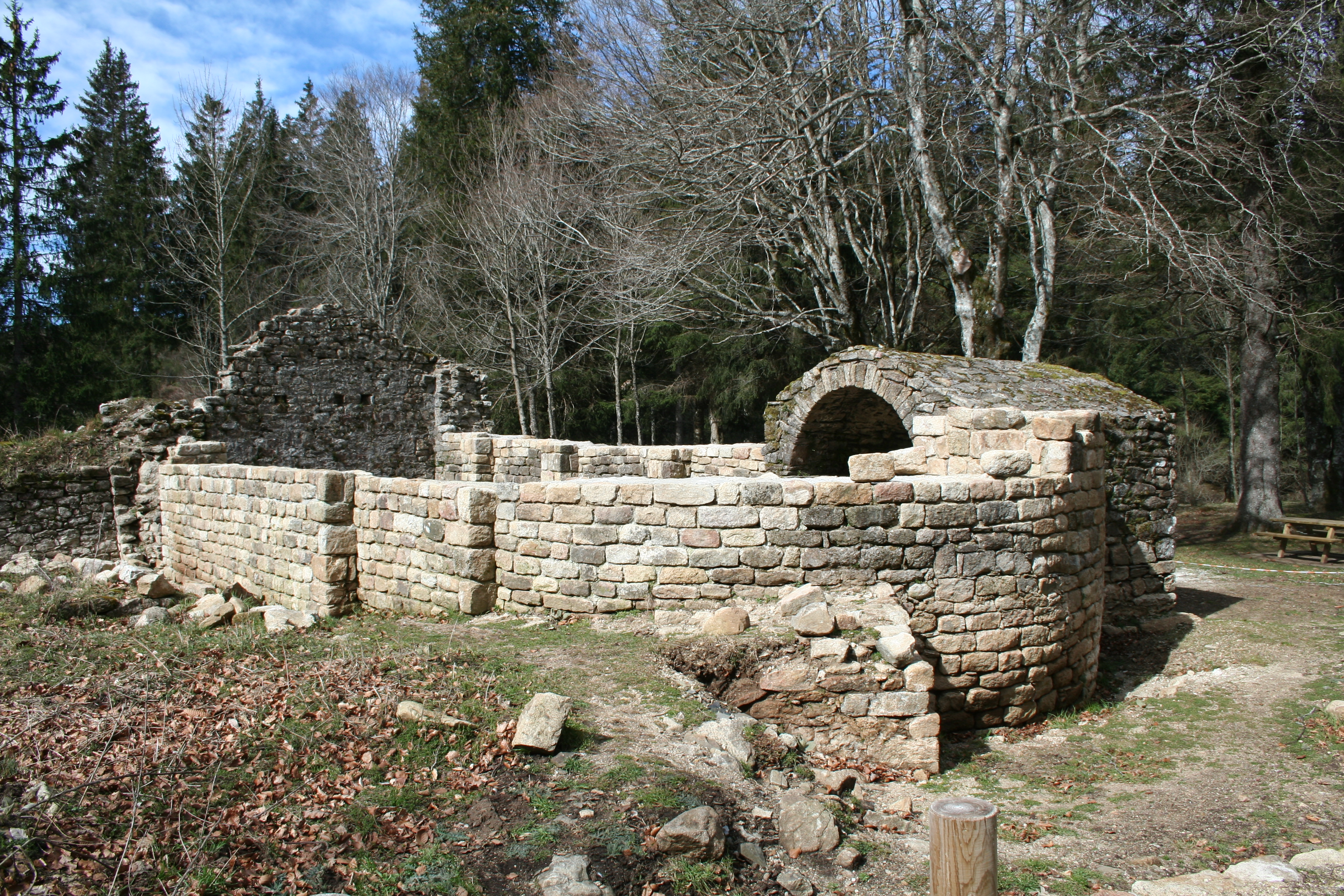
Vestiges de l'église de Saint-Pierre de l'Espinouse.

### Héraldique
|  | Écartelé, au premier et au quatrième d'or à la cotice de gueules, au deuxième d'azur à la marmite d'or, au troisième aussi d'azur aux trois croissants entrelacés d'argent. |